# Тамбур
Тамбур (од франц. тамбоур) је назив за цилиндрични архитектонски елемент кружног или полигоналног тлоцрта, која носи куполу.
Изворно се јавља у црквеној архитектури Истока. Осим конструктивне функције, тамбур служи појачавању утиска висине унутрашњег простора, те омогућавању расветљавања унутрашњости кроз прозоре којима је растворен његов зид.
Тамбур репрезентативних димензија и пластичке декорације (стубови, колонаде), понекад се назива ротонда.
Тамбур је такође назив за појединачни део тела стуба, уколико овај није монолитан.